# 杰德·哈米斯特
杰德·哈米斯特（2001年6月5日—）是澳大利亚一名就读于墨尔本的女学生，她是历史上最年轻完成“极地帽子戏法”的人，即她是最年轻的以滑雪方式抵达北极、南极，和穿越全球冰盖覆盖面积第二大的格陵兰岛的人。

## 家庭背景
杰德·哈米斯特的父亲是一名前银行投资家，现任房地产开发商豪通（Hamton）的执行董事长，其手中握有价值12亿美元的项目。引用她父亲的话，“作为家长，你可以选择支持你的孩子；你可以直接给予她一套住房储蓄或一辆车，但（我所做的）是给予她一双翅膀。”“我们处于一个非常优越的地位，她所想要抵达的目标不会因为赞助商的需要而受到任何损害。”

## 社会活动
杰德·哈米斯特热衷于将社会对于年轻女性的注意力从她们的表现上转移到她们力所能及的事上，并且提高人们关注气候变化对于地球上美丽而脆弱的极地地区所造成的伤害。
2016年8月和2017年前段时间，她分别在布里斯班、悉尼和墨尔本举办TEDx演讲，共吸引12,000名学生参加；杰德还于2016年和2017年在华盛顿特区参加了国家地理频道探险者研讨会。

## 相关作品
杰德·哈斯米特目前正在与澳大利亚麦克米伦出版社合作一部有关她“极地帽子戏法”的冒险经历的书，这部书预计将在2018年出版。同时，她还与国家地理频道将合作一部长篇纪录片，也是有关其冒险经历的。

### 脚注
1. ↑  中文译名参考中国新闻网报道《澳16岁女孩滑雪600公里至南极 系到南极最小滑雪者》。

### 出典
1. ↑  . Jade Hameister.   [2017-11-04]. （原始内容存档于2021-03-09）.
2. ↑  Melissa Singer. . The Sydney Morning Herald.   [2018-02-06]. （原始内容存档于2018-02-07）.
3. ↑  . 中国新闻网.   [2018-02-06]. （原始内容存档于2018-02-06）.
4. ↑  . Hamton Group Pty. （原始内容存档于2018年1月29日）.
5. ↑  . Herald Sun.   [2017-11-04]. （原始内容存档于2019-05-02）.
6. 1 2  Charlotte Tobitt. . International Business Times.   [2018-02-06]. （原始内容存档于2018-06-16）.